# Själsten (vid Bylandet, Raseborg)
Själsten är en klippa i Finland.   Den ligger i kommunen Raseborg i landskapet Nyland, i den södra delen av landet, 80 km sydväst om huvudstaden Helsingfors.
Terrängen runt Själsten är mycket platt.  Närmaste större samhälle är Ekenäs, 19,4 km nordväst om Själsten. 